# Robert Ignatius Burns
Robert Ignatius Burns (San Francisco, 1921-Los Gatos, 2008) fue un historiador, medievalista y jesuita estadounidense. Realizó estudios sobre la figura de Jaime I el Conquistador.

## Biografía
Nació en San Francisco en 1921. Historiador medievalista y jesuita, fue doctor en Historia por las universidades de Friburgo y Johns Hopkins. Fue profesor de la Universidad de San Francisco entre 1958 y 1976, para más tarde pasar a la Universidad de California. Estudioso de la figura del monarca Jaime I el Conquistador, falleció en Los Gatos el 22 de noviembre de 2008.

## Obra
Entre sus publicaciones se encuentran:
Autor
- The Jesuits and the Indian Wars of the Northwest (Yale University Press, 1966).[6][7]
- The Crusader Kingdom of Valencia. Reconstruction on a Thirteenth-Century Frontier (Harvard University Press, 1967).[8]
- Islam under the Crusaders: Colonial Survival in the Thirteenth-Century Kingdom of Valencia (Princeton University Press, 1973).[9]
- Medieval Colonialism: Postcrusade Exploitation of Islamic Valencia (Princeton University Press, 1975).[10][11]
- Society and Documentation in Crusader Valencia (Princeton University Press, 1985).[12]
- Foundations of Crusader Valencia: Revolt and Recovery, 1257-1263 (Princeton University Press, 1991).[12]

Editor
- Emperor of Culture. Alfonso X of Castile, the Learned and His Thirteenth-Century Renaissance (1990).[13]